# Czynk Ede
Czynk Ede (Brassó, 1851. szeptember 29. – Fogaras, 1899. január 20.) postafelügyelő volt és ornitológus.
1871-ben lépett állami szolgálatba. Állattannal, elsősorban madártannal foglalkozott. Vadászati tárgyú műveit német nyelven írta.

## Munkái
- Der Bär, jagdlich-naturgeschichtliche Skizze (Klagenfurt, 1892)
- Der Waldschnepf und ihre Jagd (Berlin, 1896)
- Das Auerwild (Neudamm, 1899)
- Das Sumpf- und Wasserwild und ihre Jagd (Berlin, 1898)
- Die Siebenburgen Bracke (in. Waildmannsheil, post mortem 1901)

## További információ
- Chernel István: Czynk Ede. (Aquila 1899. 70-81. old. Online)